# Niacinamida

Molècula de niacinamida

La niacinamida o nicotinamida és una vitamina del grup B hidrosoluble que té, com a vitamina, les funcions de la vitamina B3 de fórmula C₆H₆N₂O. La vitamina B3 és la niacina i la niacinamida. La niacina i la niacinamida, de fórmules químiques diferents, i la segona predecessora de la primera, tenen en canvi efectes tòxics i farmacològics diferents, ja que alguns dels quals s'aconsegueixen precisament durant el pas de la niacinamida en niacina.

## Diferències fonamentals entre la niacina i la nicotinamida
La niacina i la nicotinamida són ambdues considerades vitamina B3 i el seu comportament quant a vitamina és idèntic. Les dues acabaran a formar part de l'ADN i en són fonamentals, però les seves altres propietats i funcions dintre de l'organisme són diferents. La diferència fonamental està en el que passa a la conversió de niacina a nicotinamida. Per exemple, la niacina ajuda a reduir el colesterol dolent però la nicotinamida no. La niacina no perjudica el fetge mentre que la niacinamida pot resultar tòxica en grans quantitats.
Les propietats físiques també són diferentes, per exemple la temperatura de fusió de la niacina és de 236,6 °C mentre que el de la niacinamida és molt menor, de 130 °C.